# Station Mévergnies-Attre
Station Mévergnies-Attre is een spoorwegstation langs spoorlijn 90 (Jurbeke - Aat - Denderleeuw) in Attre aan de grens van Mévergnies-lez-Lens, beide deelgemeenten van de gemeente Brugelette. Het is nu een stopplaats. Het station is integraal toegankelijk voor personen met een beperking.

## Treindienst
| Serie       | Treinsoort          | Route                                                                                  | Bijzonderheden                                                                      |
| ----------- | ------------------- | -------------------------------------------------------------------------------------- | ----------------------------------------------------------------------------------- |
| L 4850      | L-trein (NMBS)      | Geraardsbergen – Aat – Mévergnies-Attre – Bergen – [ Doornik – Moeskroen ] / [ Quévy ] | Rijdt op werkdagen Geraardsbergen-Moeskroen. Rijdt in weekends Geraardsbergen-Quèvy |
| P 7580/8580 | Piekuurtrein (NMBS) | Aat – Mévergnies-Attre – Bergen – Doornik                                              | Rijdt alleen op werkdagen. Een trein verder naar Doornik.                           |

## Reizigerstellingen
De grafiek en tabel geven het gemiddeld aantal instappende reizigers weer op een week-, zater- en zondag.
| Tabel: aantal instappende reizigers station Mévergnies-Attre | Tabel: aantal instappende reizigers station Mévergnies-Attre | Tabel: aantal instappende reizigers station Mévergnies-Attre | Tabel: aantal instappende reizigers station Mévergnies-Attre |
|                                                              | Weekdag                                                      | Zaterdag                                                     | Zondag                                                       |
| ------------------------------------------------------------ | ------------------------------------------------------------ | ------------------------------------------------------------ | ------------------------------------------------------------ |
| 1977                                                         | 89                                                           | 19                                                           | 9                                                            |
| 1978                                                         | 102                                                          | 8                                                            | 4                                                            |
| 1979                                                         | 120                                                          | 23                                                           | 7                                                            |
| 1980                                                         | 100                                                          | 15                                                           | 9                                                            |
| 1981                                                         | 150                                                          | 16                                                           | 23                                                           |
| 1982                                                         | 89                                                           | 11                                                           | 6                                                            |
| 1983                                                         | 88                                                           | 7                                                            | 1                                                            |
| 1984                                                         | 119                                                          | 11                                                           | 11                                                           |
| 1985                                                         | 105                                                          | 15                                                           | 10                                                           |
| 1986                                                         | 93                                                           | 8                                                            | 9                                                            |
| 1987                                                         | 136                                                          | 20                                                           | 11                                                           |
| 1988                                                         | 106                                                          | 12                                                           | 12                                                           |
| 1989                                                         | 96                                                           | 18                                                           | 11                                                           |
| 1990                                                         | 120                                                          | 16                                                           | 8                                                            |
| 1991                                                         | 87                                                           | 10                                                           | 7                                                            |
| 1992                                                         | 84                                                           | 18                                                           | 9                                                            |
| 1993                                                         | 103                                                          | 17                                                           | 22                                                           |
| 1994                                                         | 85                                                           | 71                                                           | 6                                                            |
| 1995                                                         | 70                                                           | -                                                            | -                                                            |
| 1996                                                         | 71                                                           | -                                                            | -                                                            |
| 1997                                                         | 85                                                           | -                                                            | -                                                            |
| 1998                                                         | 63                                                           | -                                                            | -                                                            |
| 1999                                                         | 57                                                           | -                                                            | -                                                            |
| 2000                                                         | 72                                                           | -                                                            | -                                                            |
| 2001                                                         | 74                                                           | -                                                            | -                                                            |
| 2002                                                         | 63                                                           | -                                                            | -                                                            |
| 2003                                                         | 72                                                           | -                                                            | -                                                            |
| 2004                                                         | 68                                                           | -                                                            | -                                                            |
| 2005                                                         | 77                                                           | -                                                            | -                                                            |
| 2006                                                         | 86                                                           | -                                                            | -                                                            |
| 2007                                                         | 77                                                           | -                                                            | -                                                            |
| 2008                                                         | -                                                            | -                                                            | -                                                            |
| 2009                                                         | 78                                                           | -                                                            | -                                                            |
| 2010                                                         | -                                                            | -                                                            | -                                                            |
| 2011                                                         | -                                                            | -                                                            | -                                                            |
| 2012                                                         | 84                                                           | -                                                            | -                                                            |
| 2013                                                         | 94                                                           | -                                                            | -                                                            |
| 2014                                                         | 112                                                          | -                                                            | -                                                            |
| 2015                                                         | 101                                                          | -                                                            | -                                                            |
| 2016                                                         | 102                                                          | -                                                            | -                                                            |
| 2017                                                         | 130                                                          | -                                                            | -                                                            |
| 2018                                                         | 89                                                           | -                                                            | -                                                            |
| 2019                                                         | 84                                                           | -                                                            | -                                                            |
| 2020                                                         | 56                                                           | -                                                            | -                                                            |
| 2021                                                         | -                                                            | -                                                            | -                                                            |
| 2022                                                         | 146                                                          | 28                                                           | 32                                                           |
| 2023                                                         | 115                                                          | 76                                                           | 85                                                           |
| 2024                                                         | 190                                                          | 82                                                           | 99                                                           |

0,0: Denderleeuw ·
1,9: Iddergem ·
4,4: Okegem ·
7,5: Ninove ·
10,2: Eichem ·
12,1: Appelterre ·
13,4: Zandbergen ·
16,1: Idegem ·
17,8: Schendelbeke ·
21,7: Geraardsbergen ·
23,2: Overboelare ·
26,3: Acren · 
28,7: Lessen ·
29,8: Houraing ·
31,8: Papignies ·
33,5: La Cavée ·
35,4: Rebaix ·
39,9: Aat ·
42,1: Maffle ·
45,0: Mévergnies-Attre ·
46,5: Brugelette ·
48,3: Cambron-Casteau ·
52,1: Lens ·
55,6: Jurbeke ·
58,0: Erbisœul ·
66,7: Baudour ·
71,8: Saint-Ghislain